# Asszimiláció (szociológia)
Az asszimiláció vagy beolvadás etnikai szempontból az a jelenség, amikor egy etnikum (népcsoport, nemzet, nemzetiség) vagy annak tagja nem képes saját értékeinek megtartására, és a többségi vagy más etnikum részévé válik. A beolvadás lehet egyedi vagy csoportos, továbbá önkéntes vagy erőszakos.

## Az asszimiláció fajtái

### Egyedi beolvadás
Olyan folyamat, melynek során egy adott nemzethez, nemzetiséghez vagy népcsoporthoz tartozó személy elveszti eredeti nemzeti azonosságát és egy másik – általában a többségi – nemzet tagjává válik. Ennek során először általában a nyelvét, majd kulturális igényét, legvégül nemzetiségi tudatát veszti el az ember. Az egyén identitásának a megőrzését legjobban az befolyásolja, hogy a boldogulásához az anyanyelvének a használata mennyire szükséges.

### Csoportos beolvadás
Alkalmazkodásuk következtében különböző eredetű, különféle kultúrájú, közös vagy szomszédos területen élő népcsoportok általános kulturális közelséget, majd azonosságot ér el, és ennek eredményeként köztük egység jön létre.

### Önkéntes asszimiláció
Ha az asszimilációt nem a hátrányos megkülönböztetés miatti félelem vezérli, akkor lehet beszélni önkéntes beolvadásról. Ebben az esetben a vegyes házasságoknál egy adott, több nemzetiségű tájékban a beolvasztódás mindkét irányban majdnem azonos.

#### Gyakorlatban
Az egyén idegen kulturális környezetbe vándorol, akkor kicsi az esélye saját kultúrájának megtartására tehát nagy a beolvadási kényszer. Mégsem beszélhetünk erőszakos beolvasztásról, mert ez az ő személyes döntése.

### Természetes asszimiláció
Szórványban élő nemzetiségek a helyi többségi kultúra és nyelv hatására fokozatosan elveszíti saját kultúráját. Ez a folyamat nagyon lassú, mivel ebben az esetben a kisebbségeket hátránycsökkentő intézkedésekkel védik.

#### Gyakorlatban
A finnországi svéd nemzeti közösség számára a kétnyelvűség ellenére a nyelvcsere a nyelvi asszimiláció megállíthatatlan. Ennek egyik fő oka a közösségük megbontása, tehát a szórványosodásuk, a finn nemzetiségű munkavállalók bevándorlása vidékről, a svédek által többségben lakott iparilag fejlettebb területekre.

### Erőszakos, kényszerített asszimiláció
Akkor beszélünk erőszakos vagy kényszerített asszimilációról, hogyha a pillanatnyi hatalom különböző hátrányosan megkülönböztető törvények (negatív diszkrimináció), rendeletek segítségével és megfélemlítő politikával, melyek sértik az egyenlő jogok és az emberi méltóság elvét (például az anyanyelv használata terén), nyelvhasználati és gazdasági nyomást fejt ki az egyénre a nemzetiségi vagy etnikai identitásának feladására. Egy számbeli kisebbségben élő közösség beolvasztásának a hátrányos nyelvi megkülönböztetés (lingvicizmus) a legfontosabb eszköze.

#### Az erőszakos asszimiláció módszerei
1. A nemzetállam keletkezésekor a területén élő, nem az államalkotó nemzethez tartozó személyek egy részének állampolgárságát kizárja.
2. A nemzeti kisebbség vagy etnikum állampolgárságát időszakosan megszünteti (kollektív bűnösség, pl. Csehszlovákia 1945).
3. Földreform segítségével részben vagy teljesen kizárja a nemzeti kisebbséget és etnikumokat a földosztásból, és így új falvakat vagy falurészeket tudnak létrehozni a tömbben élő kisebbségek között az államalkotó nemzet számára, vagyis vegyesen lakott területeket létesítenek (Csehszlovákia, Románia).
4. Etnikai tisztogatást végez úgy, hogy megvonja a nemzeti kisebbség szülőföldhöz való jogát, elüldözéssel, kényszermunkára hurcolással vagy kitelepítéssel (lakosságcserével). Ez legnagyobb mértékben a közösségi vezetőket, értelmiségieket és a módosabb személyek családjait érinti (Szudéta-németek 1945, magyarok 1945).
5. Az ország alkotmányába nem foglalja bele, hogy az államnak más nemzetiségű etnikumú polgárai is vannak, akiknek jogait biztosítani kellene (Románia).
6. A tömbben élő nemzetiségek közigazgatás területeit átszervezi, vagy úgy alakítja ki, hogy egyrészt csökkenti a nyelvhasználati jog érvényesíthetőségét, valamint a képviseleti demokrácia keretében korlátozza a tömbben élő kisebbség érdekérvényesítési lehetőségét, mivel a választott testületekben (a helyi önkormányzatok kivételével) a kisebbségek mindenütt leszavazhatóvá váltak (Románia, Szlovákia, Magyarország a dualizmus korában).
7. Átszervezi az egyházat a többségi nemzet egyházi fennhatósága alá.
8. Korlátozza, vagy megvonja a kisebbség önrendelkezés jogát.
9. A kisebbségeket hátrányosan érintő alacsonyabb szintű jogi normákat, minisztériumi rendeleteket és utasításokat hoz.
10. A törvénykezésben a hátrányos megkülönböztetés csökkentése céljából született kisebbségi javaslatokat elutasítják.
11. Az alkotmányos törvényhozási mulasztás ellenére sem tűzi napirendre a nemzeti kisebbség hátrányos megkülönböztetését csökkentő törvények meghozatalát.
12. A nemzetállam keletkezése előtt született személyek anyakönyvi beírását utólagosan megváltoztatják, illetve ösztönzik annak utólagos megváltoztatását az államalkotó nemzet írásszabálya szerint (Románia, Csehszlovákia, Jugoszlávia).
13. Az anyakönyvbe nem írják be az anyanyelv írásszabályai szerint a kereszt- és vezetékneveket (Románia, Szlovákia).
14. Történelmi személyiségek nevét, évszázados földrajzi nevek, településnevek, utcanevek használatát korlátozza, vagy megváltoztatja az államalkotó nemzet írásszabálya szerint (Románia, Szlovákia, Szerbia).
15. Meghirdeti a nemzetállam többségi nemzetéhez való „visszatérést”, ami nem más, mint a nemzeti kisebbséghez való tartozás megtagadása (pl. "reszlovakizáció", Csehszlovákia 1945).
16. Időszakosan tovább sérti emberi méltóságukat megjelöléssel (sárga csillag, kopaszra nyírás), nyilvános helyekről való kitiltással stb.
17. A fennhatósága alatt lévő területen akadályozza, vagy nem támogatja az etnikumok irodalmi nyelvének létrejöttét és elismerését.
18. Elrendeli az államnyelv kötelező és kizárólagos használatát a parlamentben, hivatalokban, gazdasági és intézményi nyilvántartásban, fegyveres erőknél és a közéletben (például nyelvhasználatot korlátozó nyelvtörvény) vagy annak elsődlegességét (Szerbia, Szlovákia, Románia).
19. Felszólalásaikban az országos és regionális kisebbségi képviselők az anyanyelvüket nem használhatják, csak az államnyelvet.
20. A közszolgálati rádió és televízió nemzetiségi adásainak jóval kevesebb adásidőt biztosít, mint ami a lakosság nemzetiségi összetétele szerint őket megilletné.
21. A közszolgálati televízióban nem államnyelven közvetített műsorok feliratozása államnyelven kötelező, míg fordítva az adások kisebbségi nyelven való feliratozására nincs ilyen kötelezettség.
22. Hiányzik a nyelvileg vegyes lakosságú területeken a népcsoportok anyanyelvhasználatának egyenlő joga és egyaránt kötelező használata nyilvános helyeken.
23. Az anyanyelven való iskolai művelődésre való jogot megtagadja, teljesen megvonja vagy korlátozza (minél több tantárgy államnyelven történő oktatása).
24. A vegyesen lakott területek iskoláiban egymás nyelvének tanítása nem kölcsönös, hanem ezt egyoldalúan határozza meg a többségi nemzet javára.
25. A kisebbségi iskolák, egyetemek befogadóképességét nem a lakosság nemzetiségi részaránya szerint határozza meg.
26. Részlegesen vagy teljes megszünteti kisebbségi nemzethez tartozó közművelődési intézményeket (színházait, sportegyesületeit).
27. Gazdaságilag hátrányosan különbözteti meg azokat a területeket, melyeken az államalkotó nemzethez nem tartozó személyek többségben élnek (pl. Szlovákia napjainkban: az alacsonyabb tengerszint feletti magasságú területek kisebb anyagi támogatottsága).
28. Nem alkalmazzák az oktatási-, kulturális közpénzek, a lakásépítési támogatások, a bérlakások és a közszférában a munkahelyek, képviselői helyek arányos elosztásának az elvét az ott élő népcsoportok között.
29. Az érvényesülést politikailag korlátozzák úgy, hogy a kisebbséghez tartozó személyek, a közszférában (hivatalok, intézmények, vállalatok) főleg beosztotti állást tölthetnek be.
30. Nincs hatalmi egyensúly a népcsoportok között.
31. Az ellenségkép-hisztéria létrehozásával, védekező álláspontra kényszeríti a nemzeti kisebbséget és etnikumot, hogy lemondjon bizonyos alapjogokról is annak érdekében, hogy tompítsa az ellene irányuló támadások élét.
32. A nyelvi kirekesztés és az erőszakos beolvasztás ellen fellépő kisebbségi vezetőket üldözi, bebörtönzi, vagy a hatalomba őket bevonja (lefizeti) abban az esetben, ha követelésük jelentős részét felfüggesztik (pl. Tőkés László és Markó Béla, Románia).
33. A nyelvi kirekesztés ellen –a nyelvi elnyomás megszüntetéséért- fellépő kisebbségi politikai vezetőket igyekszik lejáratni. A hatalom számára elfogadhatóbb, lojális, mérsékeltebb, a bajok megoldását halogató, megalkuvásra hajlandó politikusokat népszerűsít és támogat (Tőkés László elleni fellépés Romániában, Markó Béla és az RMDSZ támogatása).
34. Igyekszik a nyelvi kisebbségek ellen elkövetett bántalmazásokat meg nem történtté tenni (Malina Hedvig-ügy).
35. A kisebbségeket a tankönyvekben a saját nemzeti múltjukkal úgy szembesíti, hogy azt nekik elutasítani és szégyellni kelljen (szlovák történelem tanítás).
36. A nemzeti kisebbséget, etnikumot szembeállítják saját nemzetével úgy, hogy örökléstani adottságukként igyekeznek feltüntetni hátrányos helyzetüket.

#### Gyakorlatban
Egy tömbben élő csoport tagjai folyamatosan feladják kulturális identitásukat, a szintén sokszor ott kisebbségben élő, de az államon belüli többségi nemzet irányában, vagyis a népcsoportok között a beolvadás egyirányú, tehát nem kölcsönös. Ilyen esetben könnyen megállapítható az asszimilálódó népcsoport, kirekesztettsége, elnyomása. Ahol azonos jogokat és életteret biztosítanak az egy térségben élő népcsoportoknak ott az egyirányú, tehát erőszakos asszimiláció megszűnik. Erre jó példa Dél-Tirol.